# جووانی می
جووانی می (ایتالیایی: Giovanni Mei؛ زادهٔ ۱۵ اکتبر ۱۹۵۳) بازیکن سابق و مربی فوتبال اهل ایتالیا است.
از باشگاه‌هایی که در آن بازی کرده‌است می‌توان به باشگاه فوتبال چزنا، باشگاه فوتبال آتالانتا، باشگاه فوتبال بولونیا، باشگاه فوتبال مودنا و باشگاه فوتبال کرمونزه اشاره کرد.